# Sélénométhionine
La sélénométhionine est un composé chimique, analogue sélénié de la méthionine, un acide aminé soufré, à la place de laquelle[pas clair] elle peut être incorporée de façon aléatoire dans les protéines qu'on nomme alors sélénoprotéines.  Elle y est alors parfois représentée par les abréviations Se-Met ou Sem. Le soufre et le sélénium sont deux éléments chalcogènes assez semblables qui rendent la substitution de méthionine par la sélénométhionine a priori sans effet biologique — jusqu'à un certain point : le sélénium, bénéfique à très faibles doses, présente en effet une toxicité certaine au-delà de 400 μg par jour, la dose quotidienne recommandée étant huit fois inférieure à cette limite, et donc très facilement dépassée.
La sélénométhionine pourrait constituer une source de sélénium plus facilement assimilable par l'organisme que l'ion sélénite SeO32−, absorbé par exemple sous forme de sélénite de sodium Na2SeO3 dans divers compléments alimentaires, en raison précisément de sa faculté à être incorporée aux protéines, sa demi-vie dans l'organisme étant plus du double (252 jours contre 102 jours) de celle de SeO32−.
La dégradation in vivo de la sélénométhionine génère du séléniure d'hydrogène H2Se.

## Propriétés physico-chimiques
La sélénométhionine possède un carbone chiral et donc deux énantiomères:
- (2R)-sélénométhionine ou D-sélénométhionine, numéro CAS 13091-98-0
- (2S)-sélénométhionine ou L-sélénométhionine, numéro CAS 3211-76-5